# Ghasem Hadadifar
Ghasem Haddadifar est un footballeur iranien né le 12 juillet 1983 à Ispahan. Il évolue au poste de milieu de terrain avec Zob Ahan.

## Carrière
- 2003-201. : Zob Ahan ( Iran)
  - 2005-2006 : Sanat Naft ( Iran)
  - 2012 : Tractor Sazi ( Iran)

## Palmarès
- Coupe d'Iran de football : 2009